# 李諧
李谐（496年—544年），字虔和，顿丘郡卫国县（今河南省清丰县南）人，南北朝北魏官员、文人，李平之子。

## 生平
李谐长大后学识渊博、能言善辩，以才俊之名被当时的人所认可，继承了父亲的彭城侯爵位。他初任太尉参军，历任尚书郎，之后在北海王元颢麾下担任徐州抚军府司马。入朝担任长兼中书侍郎，后来受崔光征召，兼任著作郎。加授辅国将军，获任相州大中正、光禄大夫，之后又升任金紫光禄大夫，加授卫将军。永安二年（529年），元颢在南梁陈庆之护送下进入洛阳后，李谐被任命为给事黄门侍郎。元颢败亡后，他的官爵被剥夺，于是创作《述身赋》来抒发自己的心境。天平元年（534年），因母亲去世，李谐回到故乡守丧。朝廷征召他担任魏尹，他以丧期未满为由推辞。天平四年（537年），南朝梁向東魏寻求通好，李谐兼任散骑常侍，出使江南。他与梁朝的主客郎范胥以及梁武帝会面交谈，其才辩得到认可。回国后，他被任命为大司农卿，后加授骠骑将军，转任秘书监。后来他因半身麻痺而辞官。武定二年（544年），李谐去世，享年四十九岁，被追赠骠骑大将军、卫尉卿、齐州刺史。他生前的文章被汇编成集刊行，在当时流传。

## 子女
- 李岳，字祖仁，李谐長子，武定末年担任司徒祭酒
- 李庶，官至尚書南主客郎
- 李蔚，官至尚書左中兵郎中
- 李若，官至散騎常侍、儀同三司，隋朝秦王府諮議